# Trẻ sơ sinh

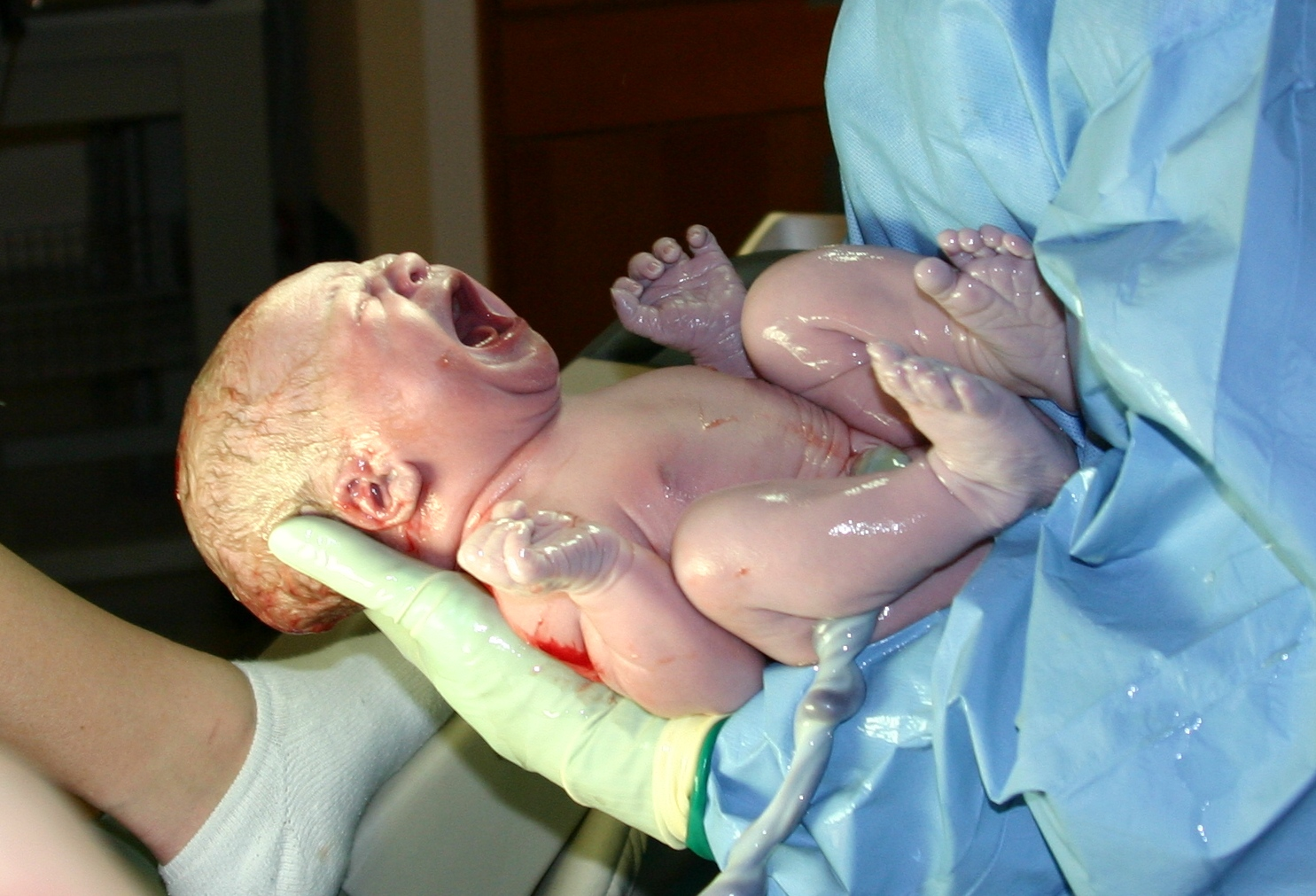
Một trẻ sơ sinh, vài giây sau khi lọt lòng mẹ. Chưa cắt dây rốn và nước ối còn tràn trên da của trẻ.

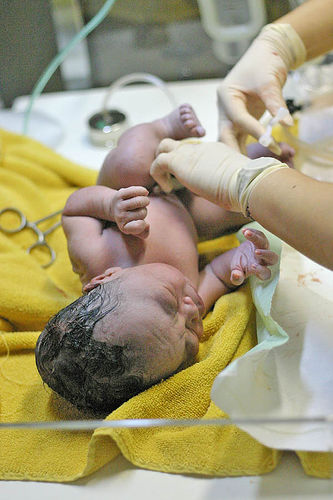
Một em bé sơ sinh ở Indonesia, với dây rốn đã sẵn sàng để được kẹp

Trẻ sơ sinh hay con mới đẻ là những trẻ em được sinh ra trong vòng một giờ, ngày, hoặc một vài tuần nhất định từ khi lọt lòng. 
Trẻ sơ sinh (từ tiếng La tinh: neonatus đề cập đến một trẻ sơ sinh trong 28 ngày đầu tiên sau khi sinh. Thuật ngữ "sơ sinh" bao gồm trẻ sơ sinh thiếu tháng, và trẻ sơ sinh đủ tháng và thuật ngữ này có nguồn gốc từ tiếng Latin là từ infans có nghĩa là "không thể nói" hoặc "không nói nên lời". 
Ở Việt Nam, trẻ sơ sinh dùng để chỉ các bé từ khi chào đời cho tới khi được 1 tháng tuổi. Đây là giai đoạn các bé bắt đầu làm quen với sự thay đổi của môi trường bên ngoài bụng mẹ.
Sơ sinh là một chuyên ngành của Nhi Khoa nhằm chăm sóc sức khỏe cho trẻ sơ sinh, đặc biệt là trẻ sơ sinh sinh non hoặc trẻ sơ sinh bị bệnh.

## Đặc điểm
Một trẻ sơ sinh có vai và hông hẹp, bụng nhô ra một chút, và cánh tay và chân tương đối ngắn. Trọng lượng sơ sinh trung bình của một trẻ sơ sinh đủ tháng là khoảng 7 ½ lbs (3,2 kg), và thường trong khoảng 5,5-10 pounds (2,7-4,6 kg). Tổng chiều dài cơ thể trung bình là 14-20 inch (35,6-50,8 cm), mặc dù sớm trẻ sơ sinh có thể nhỏ hơn nhiều. Một trẻ sơ sinh có cái đầu là rất lớn so với tỷ lệ cho cơ thể và hộp sọ lớn so với khuôn mặt. Trẻ sơ sinh có thể được sinh ra với đầy đủ đầu tóc giống như những người lớn khác, đặc biệt là trẻ sơ sinh da trắng có thể có mái tóc rất tốt hoặc thậm chí có thể bị hói.
Ngay lập tức sau khi sinh, da của trẻ sơ sinh thường xám màu xanh sẫm màu. Khi đẻ ra thì trẻ sơ sinh bị ướt, phủ trong các vệt máu, và phủ một chất màu trắng. Dây rốn của trẻ sơ sinh hơi xanh lẫn màu trắng. Sau khi sinh, dây rốn thường được cắt. Cuống rốn sẽ khô rồi teo lại. Trẻ sơ sinh có tầm nhìn không đáng kể, có thể tập trung trên các đối tượng chỉ có khoảng 18 inches (45 cm) trực tiếp ở phía trước của khuôn mặt của nó.
Trẻ sơ sinh được đẻ ra thì cất tiếng khóc chào đời như một hình thức thông tin liên lạc bản năng cơ bản. Một trẻ sơ sinh khóc có thể phải cố gắng để thể hiện nhiều cảm xúc khác nhau bao gồm cả đói, khó chịu, bị kích thích quá, chán nản, muốn một cái gì đó, hoặc cô đơn. Nuôi con bằng sữa mẹ là phương pháp quan trọng về sức khỏe trẻ sơ sinh. Khi trẻ sơ sinh chào đời, cần cho bú ngay sữa non của người mẹ để chuyển tiếp các dưỡng chất quan trọng, bổ dưỡng và cần thiết cho trẻ, đặc biệt là để trẻ hấp thu kháng thể, chống lại bệnh tật.

## Tham khảo

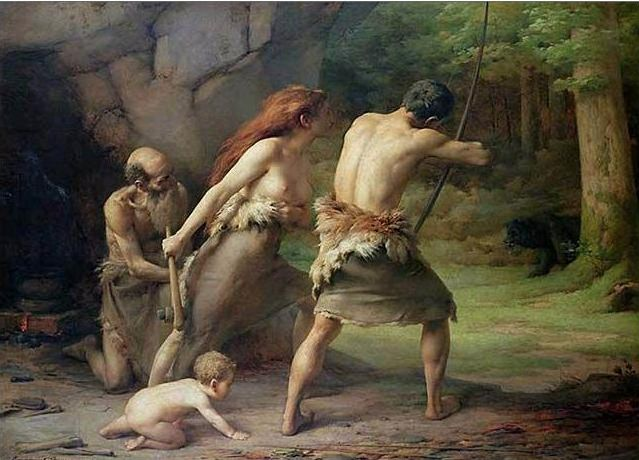
Tranh vẽ một trẻ sơ sinh (đang bò) với một gia đình người cổ